# Мюрццушлаг
Мюрццушлаг (на немски: Mürzzuschlag) е град в Източна Австрия.

## География
Градът е в едноименния окръг Мюрццушлаг на провинция Щирия. Разположен е в Австрийските Алпи, в живописна долина около река Мюрц на 670 m надморска височина. Има жп гара. Главен административен център е на окръг Мюрццушлаг. Население 8919 жители към 31 декември 2005 г.

## История
Основан е през 1227 г.

## Личности
Родени
- Елфриде Йелинек (1946), писателка, нобелова лауреатка
- Йени Юго (1905 – 2001), киноактриса
- Виктор Каплан (1876 – 1934), изобретател

Починали
- Клаудио Арау (1903 – 1991), чилийско-американски пианист